# Good Company
"Good Company" é uma canção da banda britânica de rock Queen, sendo a décima faixa do seu quarto álbum de estúdio, de título A Night at the Opera. A canção foi escrita por Brian May e interpretada pelo guitarrista.
Escrita por Brian May, a canção foi inspirada na história de vida de seu pai. O personagem, orientado pelo pai a ter uma boa família, cuidando dela, ao longo perde as pessoas à sua volta e, em sua velhice se torna alguém solitário. Brian escreveu a música utilizando um banjo, mas na gravação optou por um ukelele. Seu instrumental faz referência ao Original Dixieland Jass Band, também contendo as guitarras em multicamadas características da obra de Brian.
A canção é encontrada na coletânea Deep Cuts, Volume 1 (1973–1976).

## Ficha técnica
- Brian May - vocal, guitarra, ukelele e composição
- John Deacon - baixo
- Roger Taylor - bateria